# ساموئل ساکس
ساموئل ساکس (به انگلیسی: Samuel Sachs) (زاده ۲۸ ژوئیه ۱۸۵۱ - درگذشته ۲ مارس ۱۹۳۵) بانکدار آمریکایی آلمانی‌تبار بود، که از یهودیان مهاجر از بایرن، آلمان می‌باشد.
وی در سال ۱۸۸۲ با جوان‌ترین دختر مارکوس گلدمن؛ لوئیزا گلدمن ازدواج نمود، سپس با شراکت در شرکت گلدمن اند کو. اقدام به تأسیس یکی از بزرگترین بانک‌های سرمایه‌گذاری جهان؛ گلدمن ساکس نمود.